# Чихарула
Чихарула (груз. ჭიხარულა) — село в Грузии, на территории Боржомского муниципалитета края (мхаре) Самцхе-Джавахети.

## География
Село находится на юге центральной части Грузии, к юго-западу от озера Табацкури, к северу от реки Баралетисцкали, на расстоянии 27 километров (по прямой) к юго-востоку от города Боржоми, административного центра муниципалитета. Абсолютная высота — 1838 метров над уровнем моря.

## Население
По результатам официальной переписи населения 2014 года, в Чихаруле проживало 255 человек (122 мужчины и 133 женщины). В национальной структуре населения армяне составляли 99,2 %, грузины — 0,8 %.
| Год  | Население, человек |
| ---- | ------------------ |
| 2002 | 299                |
| 2014 | ↘ 255              |